# Минаков, Анатолий Николаевич
Анато́лий Никола́евич Минако́в (род. 13 сентября 1959, Брянск) — российский подводник, контр-адмирал запаса, бывший начальник Нахимовского училища (2018—2020 гг.).

## Биография

### Образование
- 1977 год — окончил среднее городское профтехучилище № 18 г. Брянска,
- 1982 год — окончил Высшее военно-морское училище радиоэлектроники им. А. С. Попова;
- 1991 год — окончил 6-е Высшие специальные офицерские классы ВМФ,
- 2005 год — окончил Военно-морскую академию им. Н. Г. Кузнецова.

### Должности
- 1982—1990 — командир группы, командир боевой части, помощник командира 172-го экипажа АПЛ 33-й, 24-й див. ПЛ СФ;
- с 1994 — командир строящихся АПЛ «Гепард» и «Кугуар» (с 1997),
- с 1998 — командир АПЛ «Волк» 24-й див. ПЛ СФ;
- 2002—2004 – заместитель командира,
  - с 2005 года – командир 24-й див. ПЛ СФ;
- 2006 год — Контр-адмирал.
- 2008 — 2011  — заместитель командующего Северным флотом РФ по воспитательной работе (по работе с личным составом).
- 2018—2020 годы — начальник Нахимовского училища.

В запасе с 2011 года.

## Награды
- Орден «За военные заслуги» (2002);
- Орден «За морские заслуги» (2008);
- Орден Почёта (2018);
- Медаль «За боевые заслуги» (1990);
- Юбилейная медаль «300 лет Российскому флоту» (1996);
- Юбилейная медаль «70 лет Вооружённых Сил СССР» (1988);
- Медаль «За воинскую доблесть» (Минобороны) 1, 2 степени;
- Медаль «За отличие в военной службе» (Минобороны) 1 степени (1997);
- Медаль «За безупречную службу» 2, 3 степени (1987, 1992);
- Медаль «200 лет Министерству обороны» (2002);
- Медаль «За участие в военном параде в День Победы»;
- Медаль «Адмирал Флота Советского Союза Н. Г. Кузнецов»;
- Медаль «Адмирал Флота Советского Союза С. Г. Горшков»;
- Медаль «За службу в подводных силах»;
- Медаль «За морские заслуги в Арктике»;
- Медаль «За участие в Главном военно-морском параде» (2018).